# Donkey punch
Pour les articles homonymes, voir Donkey Punch.
Donkey punch est un terme argotique désignant une pratique sexuelle qui se pratiquerait lors d'une pénétration anale. Cela consisterait à frapper l'arrière de la tête du partenaire pour provoquer chez elle ou chez lui une contraction de l'anus, ce qui aurait pour effet d'augmenter le plaisir de la pénétration pour les partenaires. Cependant, il n'existe pas de réflexe chez les humains qui produirait une telle contraction à la suite d'un coup sur la tête. Le danger d'une telle pratique serait la possibilité de donner au partenaire, sans le vouloir, un coup du lapin en le frappant à la nuque.